# Vasif Ahsen Böre
Pour les articles homonymes, voir Böre.
Vasif Ahsen Böre (né le 1er janvier 1924 à Tampere en Finlande) est un joueur de hockey sur glace turc.

## Carrière en club
En 1942, il commence sa carrière avec le TBK dans la SM-sarja.

## Statistiques
Pour les significations des abréviations, voir statistiques du hockey sur glace.
| Saison    | Équipe | Ligue    |    | Saison régulière | Saison régulière | Saison régulière | Saison régulière | Saison régulière |   | Séries éliminatoires | Séries éliminatoires | Séries éliminatoires | Séries éliminatoires | Séries éliminatoires |
| Saison    | Équipe | Ligue    | PJ | B                | A                | Pts              | Pun              | PJ               | B | A                    | Pts                  | Pun                  |                      |                      |
| 1942-1943 | TBK    | SM-sarja | 7  | 2                | 0                | 2                | 0                | -                | - | -                    | -                    | -                    |                      |                      |
| 1943-1944 | TBK    | SM-sarja | 4  | 0                | 0                | 0                | 0                | -                | - | -                    | -                    | -                    |                      |                      |
| 1944-1945 | TBK    | SM-sarja | 7  | 2                | 0                | 2                | 6                | -                | - | -                    | -                    | -                    |                      |                      |